# Nesalcis haematosticta
Nesalcis haematosticta là một loài bướm đêm trong họ Geometridae.